# Mờ đi toàn cầu
Mờ đi toàn cầu là hiện tượng giảm dần lượng bức xạ nhiệt trực tiếp của mặt trời xuống bề mặt Trái Đất. Các nhà khoa học đã quan sát thấy hiện tượng này trong nhiều thập kỷ từ khi bắt đầu có hệ thống đo lường vào những năm 1950. Ảnh hưởng của mờ đi toàn cầu thay đổi tùy theo vị trí, nhưng trên toàn thế giới hiện tượng này được ước tính đã giảm dần 4% trong ba thập kỷ từ 1960 đến 1990. Tuy nhiên, sau khi giảm xuống một cách bất thường bởi sự phun trào của núi lửa Pinatubo vào năm 1991, khuynh hướng tổng thể thay đổi rất nhỏ.
Mờ đi toàn cầu được cho rằng hình thành bởi sự gia tăng các hạt có kích thước li ti trong khí quyển bao gồm các hạt có nguồn gốc chủ yếu từ cacbon hay sunfat trong khí quyển do hành động của con người. Các hạt li ti này lại là tác nhân gây ngưng tụ hơi nước, tạo ra những đám mây có khả năng phản xạ ánh sáng mặt trời mạnh, làm cho lượng bức xạ đến được bề mặt Trái Đất giảm đi. Từ đó làm giảm nhiệt độ không khí.
Mờ đi toàn cầu đã can thiệp vào chu trình thủy văn bằng cách giảm sự bốc hơi và có thể làm giảm lượng mưa ở một số vùng hiện nay. Mờ đi toàn cầu cũng tạo ra hiệu ứng làm mát có tác dụng phần nào như một chiếc mặt nạ che chắn, làm giảm nhẹ ảnh hưởng của khí nhà kính và hiện tượng ấm lên toàn cầu.
Cân nhắc vận dụng hiệu ứng mờ đi toàn cầu hiện đang được xem là một giải pháp khí hậu Trái Đất để giảm tác động của ấm lên toàn cầu.

### Tiếng Anh
Thư mục
- Roderick, Michael. "Global Dimming Bibliography". Bản gốc lưu trữ ngày 31 tháng 8 năm 2007. Truy cập ngày 28 tháng 3 năm 2011.
- Saunders, Alison. "Global Dimming Bibliography". Bản gốc lưu trữ ngày 31 tháng 8 năm 2007. Truy cập ngày 28 tháng 3 năm 2011.

Trang web đáng chú ý
- Shah, Anup. "Global Dimming". Global Issues.
- Liepert, Beate. "Global Dimming (requires flash)". Lamont-Doherty Earth Observatory of Columbia University.
- Schmidt, Gavin. "Global Dimming - part 1". RealClimate.
- Liepert, Beate. "Global Dimming - part 2". RealClimate.
- Connolley, William. "Global Dimming may have a brighter future". RealClimate.
- Haywood, Jim. "Met Office: Global dimming". The Met Office. Bản gốc lưu trữ ngày 29 tháng 12 năm 2010. Truy cập ngày 28 tháng 3 năm 2011.

Thiệp điện tử
- "Brown Cloud" (mp3). Ecoshock.

Thắc mắc và giải đáp
- "BBC Global Dimming Q&A".

Bài báo mới
- Adam, David (ngày 18 tháng 12 năm 2003). "Goodbye Sunshine". The Guardian.
- Chang, Kenneth (ngày 13 tháng 5 năm 2004). "Globe Grows Darker as Sunshine Diminishes 10% to 37%". The New York Times. Bản gốc lưu trữ ngày 6 tháng 4 năm 2012. Truy cập ngày 28 tháng 3 năm 2011.
- Appell, David (ngày 2 tháng 8 năm 2004). "The Darkening Earth Less sun at the Earth's surface complicates climate models". Scientific American.
- Keen, Kip (ngày 22 tháng 9 năm 2004). "Dim Sun Global dimming? Global warming? What's with the globe, anyway?". Grist Magazine.
- Sington, David (ngày 13 tháng 1 năm 2005). "Why the Sun seems to be 'dimming'". BBC News.
- Onion, Amanda (ngày 9 tháng 2 năm 2006). "Are Skies Dimming Over Earth? Data Suggest Human Pollution Can Lead to Darker Days". ABC News.
- "Transported Black Carbon A Significant Player In Pacific Ocean Climate". Science Daily. ngày 15 tháng 3 năm 2007.
- "Global 'Sunscreen' Has Likely Thinned, Report NASA Scientists". NASA. ngày 15 tháng 3 năm 2007. Bản gốc lưu trữ ngày 22 tháng 12 năm 2018. Truy cập ngày 28 tháng 3 năm 2011.
- Catherine, Brahic (ngày 14 tháng 11 năm 2007). "Pollution is dimming India's sunshine". New Scientist. Bản gốc lưu trữ ngày 15 tháng 5 năm 2008. Truy cập ngày 28 tháng 3 năm 2011.
- Seinfeld, John (2008). "Atmospheric science: Black carbon and brown clouds". Nature Geoscience. Quyển 1 số 1. tr. 15–6. doi:10.1038/ngeo.2007.62.

Trình chiếu điện tử
- Irina N. Sokolik. "Atmospheric Aerosol and Air Pollution" (PDF). School of Earth and Atmospheric Sciences Georgia Institute of Technology Atlanta, GA, USA. Bản gốc (PDF) lưu trữ ngày 20 tháng 2 năm 2012. Truy cập ngày 28 tháng 3 năm 2011.

Chương trình truyền hình
- "Report on another consequence of global warming: the dimming effect of clouds". BBC2 TV Horizon. ngày 15 tháng 1 năm 2005.
- "Dimming The Sun". PBS WGBH Boston NOVA. ngày 18 tháng 4 năm 2006.
- "BBC Horizon - Global Dimming - Google Video". BBC Horizon. Bản gốc lưu trữ ngày 15 tháng 12 năm 2007. Truy cập ngày 28 tháng 3 năm 2011.

### Tiếng Việt
- "Nóng lên toàn cầu" và "mờ đi toàn cầu"[liên kết hỏng]. Báo Khoa hoc và Phát triển.
- Mờ đi toàn cầu và nóng lên toàn cầu [liên kết hỏng]. Báo điện tử của Bộ Văn hóa, Thể thao và Du lịch.
- Mờ đi toàn cầu Lưu trữ ngày 12 tháng 9 năm 2015 tại Wayback Machine. Tuổi trẻ Media Online.